# Lista de campeãs do carnaval de Ribeirão Preto
O Carnaval de Ribeirão Preto nasceu com a chegada do empresário francês François Cassoulet, à cidade em 1903. Cassoulet instalou em Ribeirão o Cassino Eldorado Paulista, uma casa de shows e diversões que ganhou prestígio na época. Cassoulet logo se tornou o magnata das diversões da cidade. No mesmo ano foram realizados os primeiros desfiles de carros alegóricos, incentivados pelo francês. A festa acontecia nas ruas que hoje compreendem as avenidas que formam o quadrilátero central da cidade. Na época, a população da cidade não ultrapassava 20 mil habitantes
Os carros alegóricos eram armados em carroças, com animais vistosos, fantasiados com seus arrebiques e vestimentas especiais. Só em 1916 os carros motorizados começaram a participar dos desfiles. Uma banda percorria as ruas da cidade tocando as marchinhas de Carnaval.
O primeiro cordão de carnaval começou a ser formado em Ribeirão Preto em 1927. Dois anos depois, sob a presidência de Aristóteles, ele já havia se tornado Sociedade Recreativa Dançante Bambas. No ano seguinte a escola fez seu primeiro desfile, com quase 200 componentes.
A primeira competição entre escolas de samba aconteceu 1936, quando dissidentes dos Bambas formaram o cordão "Meninos e Meninas Lá de Casa". A estreante Meninos foi a vencedora. De uma nova dissidência surge a Escola de Samba Aliados em maio de 1957.
Em 1964 os Bambas, sob a presidência de Benedito Fernandes Pereira – o Bentão – decidiu não desfilar. Naquele mesmo ano novos dissidentes formaram a "Aliados", cujo presidente era Geraldo José Miguel. A quarta escola a aparecer foi a Acadêmicos do Jardim Paulista, no início dos anos 60, presidida por Raimundo Caldas Durão.
No fim da década de 60 surgiu a escola Embaixadores dos Campos Elíseos, composta por dissidentes da Acadêmicos do Jardim Paulista. O mestre-sala Luiz Carlos Nascimento foi o primeiro presidente. A Academia de Samba do Ipiranga, do mestre Oscarzinho, surgiu no começo da década de 70.
Ao longo desses anos várias outras escolas surgiram e marcaram o Carnaval ribeirão-pretano com suas participações. É o caso das extintas Mocidade Independente da Vila Tibério, Chuva de Prata, Palmeirinha e Rosas de Ouro.
Segue a lista de campeãs do carnaval de Ribeirão Preto.
| Ano                                     | Campeã                          | Enredo                                                                              | Ref.                    |
| --------------------------------------- | ------------------------------- | ----------------------------------------------------------------------------------- | ----------------------- |
| 1936                                    | Meninos e Meninas Lá de Casa    |                                                                                     | [ 1 ]                   |
| 1937-1980 - Campeões Não identificados. |                                 |                                                                                     |                         |
| 1981                                    | Embaixadores dos Campos Elíseos |                                                                                     | [ 2 ]                   |
| 1982                                    | Embaixadores dos Campos Elíseos |                                                                                     | [ 2 ]                   |
| 1983                                    | Embaixadores dos Campos Elíseos |                                                                                     | [ 2 ]                   |
| 1984                                    | Embaixadores dos Campos Elíseos |                                                                                     | [ 2 ]                   |
| 1985                                    | Bambas                          |                                                                                     | [ 2 ]                   |
| 1986                                    | Embaixadores dos Campos Elíseos |                                                                                     | [ 2 ]                   |
| 1987                                    | Embaixadores dos Campos Elíseos |                                                                                     | [ 2 ]                   |
| 1988                                    | Embaixadores dos Campos Elíseos |                                                                                     | [ 2 ]                   |
| 1989                                    | Embaixadores dos Campos Elíseos |                                                                                     | [ 2 ]                   |
| 1990                                    | Embaixadores dos Campos Elíseos |                                                                                     | [ 2 ]                   |
| 1991                                    | Embaixadores dos Campos Elíseos |                                                                                     | [ 2 ]                   |
| 1992                                    | Camisa Preto e Branco           |                                                                                     | [ 2 ]                   |
| 1993                                    | Camisa Preto e Branco           |                                                                                     | [ 2 ]                   |
| 1994                                    | Camisa Preto e Branco           |                                                                                     | [ 2 ]                   |
| 1994                                    | Bambas                          |                                                                                     | [ 2 ]                   |
| 1995                                    | Embaixadores dos Campos Elíseos |                                                                                     | [ 2 ]                   |
| 1996                                    | Embaixadores dos Campos Elíseos |                                                                                     | [ 2 ]                   |
| 1997                                    | Bambas                          |                                                                                     | [ 2 ]                   |
| 1998                                    | Bambas                          |                                                                                     | [ 2 ]                   |
| Não ocorreu desfile em 1999.            |                                 |                                                                                     |                         |
| 2000                                    | Bambas                          |                                                                                     | [ 2 ]                   |
| Não ocorreu desfile em 2001.            |                                 |                                                                                     |                         |
| 2002                                    | Bambas                          |                                                                                     | [ 2 ]                   |
| 2003                                    | Embaixadores dos Campos Elíseos |                                                                                     | [ 2 ]                   |
| 2004                                    | Embaixadores dos Campos Elíseos |                                                                                     | [ 2 ]                   |
| Não ocorreu desfile em 2005.            |                                 |                                                                                     |                         |
| 2006                                    | Embaixadores dos Campos Elíseos | Ontem, hoje e sempre no meu coração! Parabéns Ribeirão pelos 150 anos de existência | [ 2 ] [ 3 ]             |
| 2007                                    | Tradição do Ipiranga            |                                                                                     | [ 2 ]                   |
| 2008                                    | Embaixadores dos Campos Elíseos | Embaixadores num Carnaval de cores e lembranças                                     | [ 2 ] [ 4 ]             |
| 2009                                    | Embaixadores dos Campos Elíseos |                                                                                     | [ 2 ]                   |
| 2010                                    | Bambas                          | Piolim o Imperador do Riso                                                          | [ 2 ] [ 5 ] [ 6 ] [ 7 ] |
| 2011                                    | Embaixadores dos Campos Elíseos | Essas mulheres maravilhosas                                                         | [ 8 ]                   |
| 2012                                    | Embaixadores dos Campos Elíseos | Mãe África, religiosidade, belezas e tradições                                      | [ 9 ]                   |
| 2013                                    | Embaixadores dos Campos Elíseos | Na flecha do cupido, transbordando emoções, Embaixadores exalta o amor              | [ 10 ]                  |
| Não ocorreu desfile em 2014.            |                                 |                                                                                     |                         |
| Não ocorreu desfile em 2015.            |                                 |                                                                                     |                         |
| Não ocorreu desfile em 2016.            |                                 |                                                                                     |                         |
| Não ocorreu desfile em 2017.            |                                 |                                                                                     |                         |
| Não ocorreu desfile em 2018.            |                                 |                                                                                     |                         |
| Não ocorreu desfile em 2019.            |                                 |                                                                                     |                         |